# Starčevská kultura

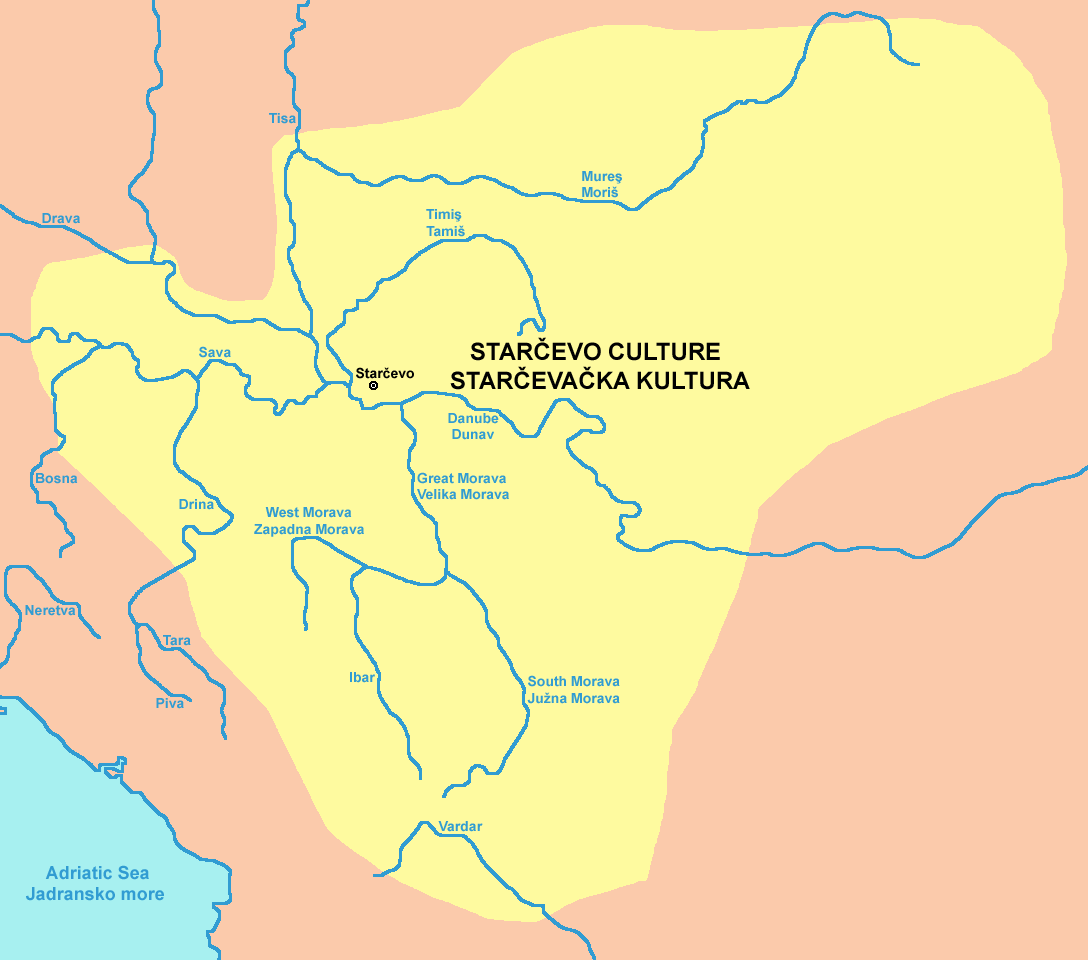
Rozšíření starčevské kultury

Starčevská kultura (srbsky: Старчевачка култура) byla neolitická archeologická kultura v jihovýchodní Evropě. Je datovaná do období zhruba 6200 až 4500 př. n. l. Rozkládala se na velké části dnešního západního a jižního Srbska a dále na území dnešních států Černá Hora, Kosovo, Albánie, Bosna a Hercegovina, Bulharsko, Chorvatsko, Maďarsko, Severní Makedonie a Rumunsko. Je pojmenována po srbské (vojvodinské) obci Starčevo. Byla výsledkem expanze raně neolitických farmářů z Anatolie do středního Řecka (sídliště Sesklo) a odtud dále na sever, patrně zejména po řekách. Od roku 2020 jsou za nejstarší lokality kultury označovány vsi Crkvina u Miokovce v Srbsku a Runik v Kosovu. Nejmladší lokality se nacházejí v nejzápadnějším cípu jejího rozšíření, v okolí chorvatského města Bjelovar. Starčevská keramika je obvykle hrubá, ale později se objevily jemnější malované nádoby. Typickými nálezy jsou kostěné stěrky, snad na nabírání mouky. Velmi podobné projevy jsou nacházeny u Körösské kultury na území Maďarska a někdy jsou obě kultury shrnovány do konceptu Kultura Starčevo–Körös–Criş. Za příbuznou bývá též považována karanovská kultura z území Bulharska. Archeogenetické výzkumy nalezly u obyvatel kultury 87–100 % genů tzv. raných evropských farmářů, 0–9 % západních lovců a sběračů a 0–10 % západních stepních pastevců.